# 10711 Pskov
10711 Pskov este un asteroid din centura principală de asteroizi.

## Descriere
10711 Pskov este un asteroid din centura principală de asteroizi. A fost descoperit pe 15 octombrie 1982 la Observatorul de Astrofizică din Crimeea de Liudmila Juravliova. Asteroidul prezintă o orbită caracterizată de o semiaxă mare de 2,74 ua, o excentricitate de 0,22 și o înclinație de 12,3° în raport cu ecliptica.